# Carcabón
Carcabón ist eine Ortschaft und eine Parroquia rural („ländliches Kirchspiel“) im Kanton Arenillas der ecuadorianischen Provinz El Oro. Die Parroquia besitzt eine Fläche von 76,71 km². Die Einwohnerzahl lag im Jahr 2010 bei 736. Die Parroquia Carcabón wurde am 26. Oktober 1993 gegründet.

## Lage
Die Parroquia Carcabón liegt im Küstentiefland im Südwesten von Ecuador an der peruanischen Grenze. Der Fluss Río Zarumilla fließt entlang der westlichen Verwaltungsgrenze nach Norden und trennt dabei die Parroquia Carcabón von Peru. Der 39 m hoch gelegene Hauptort Carcabón befindet sich am rechten Flussufer des Río Zarumillas 15 km westsüdwestlich vom Kantonshauptort La Arenillas. Eine Nebenstraße verbindet Carcabón mit den nahe gelegenen Orten Chacras und Palmales.
Die Parroquia Carcabón grenzt im Westen an Peru, im Norden an die Parroquia Chacras, im Nordosten an das Municipio von Arenillas sowie im Südosten und im Süden an die Parroquia Palmales.

## Orte und Siedlungen
Neben dem Hauptort Carcabón gibt es in der Parroquia noch die Sitios Guabillo, Quebrada Seca und Rancho Chico.

## Ökologie
Das Schutzgebiet Reserva Ecológica Arenillas erstreckt sich etwa über die Hälfte des Verwaltungsgebietes.